# ラ・グランジュ (俳優)
ラ・グランジュ（ La Grange 、1635年 - 1692年3月1日）は、フランスの俳優。本名シャルル・ヴァルレ。モリエールの劇団で活躍した。彼の信頼の最も厚かった団員で、劇団の会計係をも任されているが、それに伴って付けていた「帳簿」は、モリエールやその他の団員の動向を正確に後世まで伝えているため重要な研究資料となっており、その功績は極めて大きい。

## 幼少期
エクトル・ヴァルレとマリー・ド・ラ・グランジュの間に生まれた。詳しくはわからないが、彼らは1634年にパリで結婚し、1636年にはモンペリエへ引っ越し、そこで2児を儲けた。息子のアシル・ヴァルレ( 1636年12月17日生まれ )と、娘のジュスティーヌ=フランソワーズ( 1638年5月14日生まれ )である。ジュスティーヌが生まれてからモンペリエを離れた。シャルルの生年月日がいつであるかはよくわかっていないが、1639年の年末か、1640年の年初である可能性が高い。1642年には一家はパリにおり、同年の2月12日にアシルとジュスティーヌはサン・ニコラ・デ・シャン教会にて洗礼を受けたが、間もなくして両親を失い、孤児となった。

## モリエールの劇団へ
1659年、モリエールが率いる劇団へ入団した。モリエールは13年にも及ぶ長い南フランスでの巡業を終え、パリへ戻ってきたばかりであった。若くて魅力的であったころは、主演、それも大抵モリエールの追従者の役を務めたが、チャールズ・ディケンズ・ジュニアはこの役柄に関して「登場人物の中で一番つまらない役である」と記している。後々、ラ・グランジュはラシーヌの悲劇「アレクサンドル大王」やドン・ジュアンの主役を演じたり、人間嫌いではアカストを演じるなど、幅広い役柄をこなすまでになった。
また、劇団の記録、会計係も務めている。すべての作品の興行成績を記録し、劇団に影響する、モリエールや、団員に起こった出来事についても書き記した。このラ・グランジュによる記録は、17世紀のフランスを研究の対象とする学者たちにとって、研究のための重要な文献となっている。1664年 (もしくは1667年)には、モリエールに代わって、観客に講演を行ったり、作品紹介したりする口上師(Orator)も務めるようになった。

## 結婚

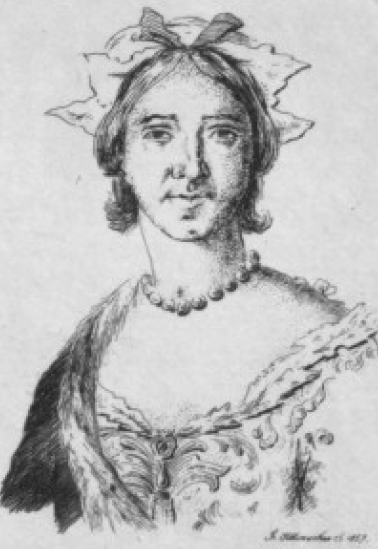
マリー・ラグノー

1672年4月25日、復活祭による休暇中に、マリー・ラグノー(1639年5月18日 - 1727年2月2日)と結婚した。彼女は才女気取りにおいて「プレッシューズたち」の小間使い役を演じてから「マロット」として知られるようになった。最初、ラグノーは劇団の女優であったカトリーヌ・ド・ブリーの小間使いとして劇団に入ったようだが、次第に端役を与えられるようになり、マロットと名乗って活動を始め、すぐに女房学校においてジョルジェット役を演じるに至った。1671年には「エスカルバニャス伯爵夫人( La Comtesse d'Escarbagnas )」の主役を演じている。
マリー・ラグノーは、パティシエを生業とするシプリアン・ラグノーの娘である。シプリアンは現在、エドモン・ロスタンによる戯曲「シラノ・ド・ベルジュラック (戯曲)」に登場する人物として名前を遺している。ラ・グランジュが彼女と結婚してからほどなくして、彼女はモリエールの劇団の正式な団員となり、1680年には義理の兄弟であるアシルとともに、コメディ・フランセーズの創立メンバーの1人となった。アシルはヴェルヌイユという名で知られている。

## モリエール亡き後
モリエールが1673年に亡くなってから、パレ・ロワイヤルの使用権がジャン＝バティスト・リュリに移り、劇団は本拠地を失った。ラ・グランジュは劇団の立て直しに奔走し、ゲネゴー劇場を新たな本拠地とした。1680年には国王の命によりブルゴーニュ劇場の俳優たちを吸収し、コメディ・フランセーズが創立されると、彼は新劇団でも口上師(Orator)を務めた。
1682年には「モリエール全集」を刊行。この全集は、モリエール亡き後に未亡人アルマンド・ベジャールに原稿を託され、発行を頼まれていたものであり、彼は忠実にその任務を果たした。それに付する序文も彼が執筆した。

## 評価
1674年、サミュエル・シャピュッソーは俳優としてのラ・グランジュを次のように評した: